# Microtatorchis bracteata
Microtatorchis bracteata är en orkidéart som beskrevs av Rudolf Schlechter. Microtatorchis bracteata ingår i släktet Microtatorchis och familjen orkidéer. Inga underarter finns listade i Catalogue of Life.